# جورج تومسون (طيار بطل)
جورج تومسون هو طيار بطل كندي، ولد في 3 أكتوبر 1896 في Thornhill, Dumfries and Galloway ‏ في المملكة المتحدة، وتوفي في 1918.